# Amun-Re (Spiel)
Amun-Re ist ein Brettspiel für drei bis fünf Personen entwickelt von Reiner Knizia.
Erschienen ist das Spiel beim Hans im Glück Verlag, eine englische Version erschien bei Rio Grande Games und eine niederländische als Amon-Ra bei 999 Games.
Amun-Re wurde mit dem Deutschen Spiele Preis 2003 ausgezeichnet, 
erreichte 2003 die Auswahlliste des Spiel des Jahres und
wurde 2003 als „Spiele Hit für Experten“ beim österreichischen Spielepreis Spiel der Spiele prämiert.

## Spielausstattung
- 1 Spielplan
- 1 Spielanleitung
- 66 Goldkarten
- 39 Machtkarten
- 15 Provinzkarten
- 15 Einzelpyramiden
- 15 Doppelpyramiden
- 10 Spielersteine
- 1 Amun-Re Tempel
- 1 Pharao (Startspielerstein)
- 15 Provinzmarker
- 45 Bauern
- 5 Übersichtskarten

## Spielablauf
Amun-Re spielt im alten Ägypten zur Zeit der Pharaonen. 
Die Spieler übernehmen die Rolle rivalisierender Dynastien. 
Während des Spiels versuchen die Spieler ihren Einfluss zu nutzen, um Provinzen in Besitz zu nehmen,
dort Pyramiden zu errichten und ihr Ansehen zu steigern.
Das Spiel ist in 2 Spielhälften geteilt: Diese Spielhälften bestehen wiederum aus je 3 Runden zu 5 bzw. 6 Phasen.
Am Ende jeder Runde opfern alle Spieler gemeinsam den Göttern, um diese milde zu stimmen und eine Dürre zu verhindern.
Die zweite Phase ist der Übergang zwischen altem und neuem Königreich.
Im Zuge des Wechsels verlieren die Dynastien ihren gesamten Besitz. Übrig bleibt nur der gesammelte Ruhm.
Dies gilt jedoch nicht für die bereits gebauten Pyramiden, die nach wie vor als Zeugen einer 
vergangenen Zeit in den Provinzen stehen.
Alles unter dem Motto: Nur wer den Sonnengott Amun-Re auf seiner Seite weiß, wird das Spiel gewinnen.